# Aphaniosoma pseudorufum
Aphaniosoma pseudorufum är en tvåvingeart som beskrevs av Ebejer 2001. Aphaniosoma pseudorufum ingår i släktet Aphaniosoma och familjen gulflugor.
Artens utbredningsområde är Kanarieöarna. Inga underarter finns listade i Catalogue of Life.